# Polycirrus
Polycirrus är ett släkte av ringmaskar som beskrevs av Grube 1850. Polycirrus ingår i familjen Terebellidae, ordningen Terebellida, klassen havsborstmaskar, fylumet ringmaskar och riket djur.
Släktet Polycirrus indelas i:
- Polycirrus abrolhensis
- Polycirrus albicans
- Polycirrus aquila
- Polycirrus arcticus
- Polycirrus arenivorus
- Polycirrus aurantiacus
- Polycirrus bicrinalis
- Polycirrus boholensis
- Polycirrus broomensis
- Polycirrus caliendrum
- Polycirrus californicus
- Polycirrus carolinensis
- Polycirrus chilensis
- Polycirrus clavatus
- Polycirrus coccineus
- Polycirrus corallicola
- Polycirrus denticulatus
- Polycirrus disjunctus
- Polycirrus dodeka
- Polycirrus eous
- Polycirrus eximius
- Polycirrus fedorovi
- Polycirrus glaucus
- Polycirrus haematodes
- Polycirrus hamiltoni
- Polycirrus hesslei
- Polycirrus insignis
- Polycirrus jubatus
- Polycirrus kerguelensis
- Polycirrus latidens
- Polycirrus medius
- Polycirrus medusa
- Polycirrus mexicanus
- Polycirrus multisetigerus
- Polycirrus multus
- Polycirrus nephrosus
- Polycirrus nervosus
- Polycirrus norvegica
- Polycirrus norvegicus
- Polycirrus paivai
- Polycirrus pallidus
- Polycirrus parvus
- Polycirrus paucidens
- Polycirrus pellucidus
- Polycirrus pennulifera
- Polycirrus perplexus
- Polycirrus phosphoreus
- Polycirrus plumosus
- Polycirrus porcata
- Polycirrus pumilus
- Polycirrus purpureus
- Polycirrus quadratus
- Polycirrus rosea
- Polycirrus swakopianus
- Polycirrus tenuisetis
- Polycirrus tesselatus
- Polycirrus twisti
- Polycirrus variabilis